# 马尔贝克

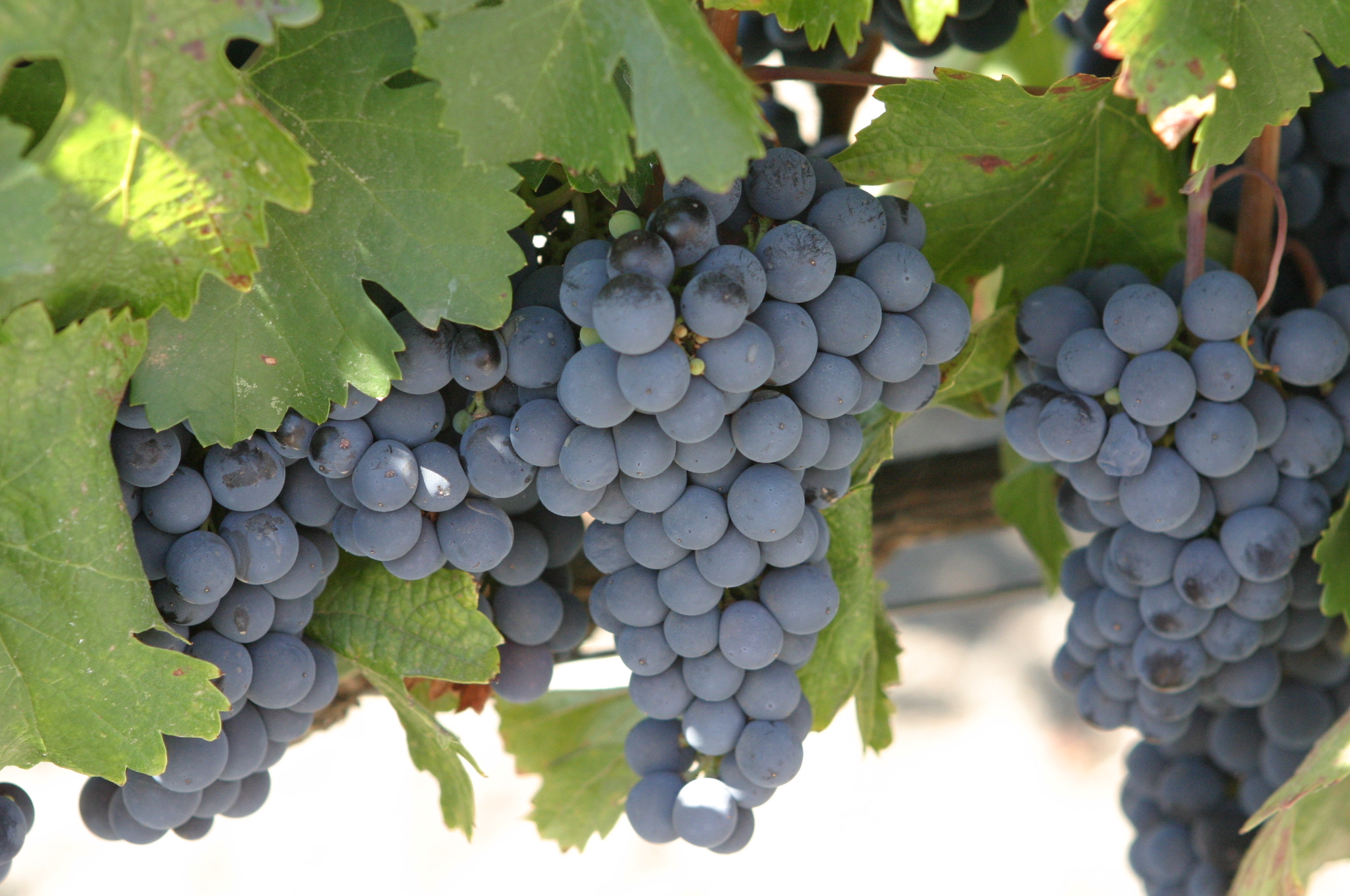
马尔贝克

馬爾貝克（法語：Malbec，發音：[malbɛk] ⓘ）葡萄是一種釀酒葡萄，源於法國西南部卡奥尔產區，因根瘤蚜蟲危機在法國幾乎絕跡，直到在阿根廷成功復種才得到重視。目前全球75以上的馬爾貝克紅酒都產於阿根廷。馬爾貝克釀的酒，被稱為黑酒，顏色深沉，接近於墨水黝黑，聞起來有一股黑莓、黑李子的香氣。

## 历史
在法國，馬爾貝克一種被稱為科特（Côt）或白欧塞尔的厚皮葡萄，源于科托德（Cotoides）一族，由原產於朗格多克-鲁西永和西南產區的蓋雅克葡萄自然雜交而成。馬爾貝克和塔纳葡萄與内格雷特葡萄是表亲，為普魯內拉葡萄及野生葡萄夏朗德黑马格德莱娜的子代。
它在根瘤蚜侵袭之前曾在波尔多大范围种植，在布莱更是达到80%之多。并且在卢瓦尔河、朗格多克也有种植。馬爾貝克也是波尔多混釀的5大葡萄品種之一，但是最出名的产区还是法国西南部的卡奥尔。这里的马尔贝克表现出强劲的单宁和浑厚的酒体。不過，目前法國僅有少數地區仍在種植，由於其抵抗力弱以及所需生長條件要求，因此很少到法國人的重視。

## 世界各地
在法国种植面积约为5300公顷，约为1958年的一半左右。马尔贝克在阿根廷门多萨得到了广泛的种植，發揮出了其巨大的潛力。1868年法国人将苗木带到这里，他很适应这里的风土变现出如同法国西南部一样的完美。现在马尔贝克已经在阿根廷种植了25000公顷并称为了阿根廷最为著名的葡萄酿酒品种。
其主要產區為：
阿根廷：门多萨、聖胡安和萨尔塔。
法國：波尔多和羅亞爾河谷。
美國：加州、華盛頓州和俄勒岡州。
智利：科爾查瓜省、庫里科和卡查波阿爾省。
澳洲：南澳和維多利亞州。
紐西蘭：吉斯本和豪克斯灣。
意大利：北義。

## 香气
马尔贝克色泽深，单宁丰富，其典型香气弱于赤霞珠，其常見的香氣如下：
果香：黑櫻桃、李子、覆盆子、黑莓和藍莓。
其他：可可、奶牛巧克力、咖啡、摩卡咖啡、皮革、黑胡椒、青草、碎石和煙草味。
陳年後：香草、小茴香和椰子味。
马尔贝克釀的紅酒酒體中上，不同地區出產的马尔贝克風格則不太一樣。來自原產地法國南部卡奥尔地區的皮革味明顯，還有醋栗、烏梅味。而羅亞爾河谷马尔贝克則通常酸度較高，有著黑胡椒和香料味。阿根廷的马尔贝克則有較多黑莓、李子和黑櫻桃味，隨著陳年，還會增加一些更加微妙的風味如巧克力、可可粉、紫羅蘭、皮革以及煙草味等。